# Cua de ventall de l'illa de Bougainville
El cua de ventall de l'illa de Bougainville (Rhipidura drownei) és un ocell de la família dels ripidúrids (Rhipiduridae).

## Hàbitat i distribució
Habita els boscos de les muntanyes de les illes de Bougainvillei i Guadalcanal, a les Salomó.

## Taxonomia
Segons la classificació del Congrés Ornitològic Internacional versió 13.2, 2023 Rhipidura drownei (sensu lato) és una espècie amb dues subespècies, el cua de ventall bru (Brown Fantail). Altres classificacions consideren que les subespècies són en realitat dues espècies diferents:
- Rhipidura drownei (sensu stricto) - cua de ventall de l'illa de Bougainville.
- Rhipidura ocularis Mayr, 1931 - cua de ventall de Guadalcanal[4]